# カイレン・タウモエフォラウ
カイレン・タウモエフォラウ（Kyren Taumoefolau、2003年5月8日 - ）は、スーパーラグビー・パシフィック、モアナ・パシフィカに所属するラグビー選手。

## プロフィール
- ニュージーランド・マールボロ地方出身[1]。
- ポジションはフルバック(FB)。
- 身長 191cm、体重 95kg
- 7人制トンガ代表に選ばれたことがある。
- トンガ代表キャップ数は6(2025年1月現在）でワールドカップ2023のトンガ代表に選ばれた[2]。

## 略歴
タスマンを経て、2024年、モアナ・パシフィカに加入。